# Liste des monuments historiques du 3e arrondissement de Paris

Cet article recense les monuments historiques du 3e arrondissement de Paris, en France.

## Statistiques
En 2010, le 3e arrondissement de Paris compte 141 édifices protégés au titre des monuments historiques. Parmi ceux-ci, 24 comportent au moins une partie classée ; les 117 autres sont inscrits. Il s'agit du 4e arrondissement par nombre d'édifices protégés, après le 4e (252 édifices), le 1er (245) et le 6e (188). Il concentre, sur 1,17 km2, sensiblement autant de protections que Tours. La majeure partie de l'arrondissement est couverte, avec le 4e, par le plan de sauvegarde et de mise en valeur du Marais.
Environ 80 % des protections concernent des hôtels particuliers, des immeubles ou des maisons. La rue Quincampoix et le sud de la rue Saint-Martin concentrent une partie significative de ces protections, de façon similaire au traitement de ces voies dans le 4e arrondissement. De même, la place des Vosges étant intégralement classée, les hôtels particuliers de la partie nord — située sur le 3e arrondissement — sont protégés.
Le graphique suivant résume le nombre de premières protections par décennies (ou par années avant 1880) :

## Liste
| Monument                                                               | Adresse                                                                          | Coordonnées                      | Notice         | Protection            | Date                          | Illustration |
| ---------------------------------------------------------------------- | -------------------------------------------------------------------------------- | -------------------------------- | -------------- | --------------------- | ----------------------------- | --- |
| Archives nationales et Service interministériel des Archives de France | 58 rue des Archives 54, 56, 58, 60 rue des Francs-Bourgeois                      | 48° 51′ 36″ nord, 2° 21′ 30″ est | « PA00086155 » | Classé Inscrit Classé | 1862 1900 1923 1924 1992 1993 | Archives nationales et Service interministériel des Archives de France |
| Boulangerie                                                            | 29 rue de Poitou 15 rue de Saintonge                                             | 48° 51′ 42″ nord, 2° 21′ 44″ est | « PA00086101 » | Inscrit               | 1984                          | Boulangerie |
| Boutique                                                               | 13 rue Michel-le-Comte                                                           | 48° 51′ 44″ nord, 2° 21′ 22″ est | « PA00086102 » | Inscrit               | 1984                          | Boutique |
| Boutique                                                               | 67 rue de Turenne                                                                | 48° 51′ 33″ nord, 2° 21′ 52″ est | « PA00086103 » | Inscrit               | 1925                          | Boutique |
| Boutique                                                               | 79 rue Vieille-du-Temple                                                         | 48° 51′ 33″ nord, 2° 21′ 33″ est | « PA00086104 » | Inscrit               | 1925                          | Boutique |
| Café-Bar                                                               | 105 rue du Temple                                                                | 48° 51′ 45″ nord, 2° 21′ 26″ est | « PA00086105 » | Inscrit               | 1984                          | Café-Bar |
| Central téléphonique                                                   | 106-108 rue du Temple                                                            | 48° 51′ 45″ nord, 2° 21′ 28″ est | « PA75030001 » | Inscrit               | 1999                          | Central téléphonique |
| Chapelle Saint-Julien-des-Enfants-Rouges                               | 90 rue des Archives                                                              | 48° 51′ 48″ nord, 2° 21′ 39″ est | « PA00086106 » | Inscrit               | 1925                          | Chapelle Saint-Julien-des-Enfants-Rouges |
| Collège Pierre-Jean-de-Béranger                                        | 5, 5bis rue Béranger 2 rue de la Corderie                                        | 48° 51′ 53″ nord, 2° 21′ 51″ est | « PA00086107 » | Inscrit               | 1987                          | Collège Pierre-Jean-de-Béranger |
| Couvent de la Merci                                                    | 45 rue des Archives                                                              | 48° 51′ 37″ nord, 2° 21′ 25″ est | « PA00086108 » | Inscrit               | 1984                          | Couvent de la Merci |
| École communale                                                        | 3 rue Béranger 2 rue de la Corderie                                              | 48° 51′ 53″ nord, 2° 21′ 51″ est | « PA00086109 » | Inscrit               | 1987                          | École communale |
| Édicule Guimard de la station de métro Temple                          | Rue du Temple rue de Turbigo                                                     | 48° 52′ 00″ nord, 2° 21′ 42″ est | « PA00086229 » | Inscrit               | 2016                          | Édicule Guimard de la station de métro Temple |
| Église Saint-Denys-du-Saint-Sacrement                                  | 68bis rue de Turenne                                                             | 48° 51′ 36″ nord, 2° 21′ 55″ est | « PA75030003 » | Classé                | 2014                          | Église Saint-Denys-du-Saint-Sacrement |
| Église Sainte-Élisabeth-de-Hongrie                                     |                                                                                  | 48° 51′ 58″ nord, 2° 21′ 39″ est | « PA00086110 » | Classé                | 1937                          | Église Sainte-Élisabeth-de-Hongrie |
| Église Saint-Nicolas-des-Champs                                        |                                                                                  | 48° 51′ 56″ nord, 2° 21′ 13″ est | « PA00086111 » | Classé                | 1887                          | Église Saint-Nicolas-des-Champs |
| Enceinte de Philippe Auguste                                           | 69, 71 rue du Temple                                                             | 48° 51′ 40″ nord, 2° 21′ 20″ est | « PA00086112 » | Classé                | 1889                          | Enceinte de Philippe Auguste |
| Fontaine Boucherat                                                     | 133 rue de Turenne 70 rue Charlot                                                | 48° 51′ 52″ nord, 2° 21′ 52″ est | « PA00086113 » | Inscrit               | 1925                          | Fontaine Boucherat |
| Fontaine des Haudriettes                                               | Place Patrice-Chéreau                                                            | 48° 51′ 40″ nord, 2° 21′ 28″ est | « PA00086114 » | Inscrit               | 1925                          | Fontaine des Haudriettes |
| Fontaine de Joyeuse                                                    | 41 rue de Turenne                                                                | 48° 51′ 26″ nord, 2° 21′ 52″ est | « PA00086115 » | Inscrit               | 1925                          | Fontaine de Joyeuse |
| Fontaine Popincourt                                                    | 48 rue Madame-de-Sévigné                                                         | 48° 51′ 27″ nord, 2° 21′ 48″ est | « PA00086116 » | Inscrit               | 1961                          | Fontaine Popincourt |
| Hôtel                                                                  | 101, 103 rue du Temple                                                           | 48° 51′ 44″ nord, 2° 21′ 26″ est | « PA00086165 » | Inscrit               | 1964                          | Hôtel |
| Hôtel d'Almeyras                                                       | 30 rue des Francs-Bourgeois                                                      | 48° 51′ 29″ nord, 2° 21′ 36″ est | « PA00086117 » | Classé                | 1978                          | Hôtel d'Almeyras |
| Hôtel Amelot de Chaillou (ou Hôtel de Tallard)                         | 78 rue des Archives 12 rue Pastourelle                                           | 48° 51′ 46″ nord, 2° 21′ 36″ est | « PA00086118 » | Inscrit               | 1980                          | Hôtel Amelot de Chaillou (ou Hôtel de Tallard) |
| Hôtel Aubert de Fontenay (actuel musée Picasso)                        | 5 rue de Thorigny                                                                | 48° 51′ 35″ nord, 2° 21′ 44″ est | « PA00086157 » | Classé                | 1968                          | Hôtel Aubert de Fontenay (actuel musée Picasso) |
| Hôtel de Bassompierre                                                  | 23 place des Vosges                                                              | 48° 51′ 23″ nord, 2° 21′ 55″ est | « PA00086124 » | Classé Inscrit Classé | 1920 1953 1955                | Hôtel de Bassompierre |
| Hôtel Beaubrun                                                         | 17, 19 rue Michel-le-Comte                                                       | 48° 51′ 44″ nord, 2° 21′ 20″ est | « PA00086169 » | Inscrit               | 1961                          | Hôtel Beaubrun |
| Hôtel Beautru de la Vieuville                                          | 6 rue Pastourelle                                                                | 48° 51′ 45″ nord, 2° 21′ 36″ est | « PA00086170 » | Inscrit               | 1963                          | Image manquante Téléverser |
| Hôtel de Bérancourt                                                    | 28 rue Charlot                                                                   | 48° 51′ 45″ nord, 2° 21′ 44″ est | « PA00086119 » | Inscrit               | 1964                          | Hôtel de Bérancourt |
| Hôtel Berruyer (ou Hôtel Canillac)                                     | 4 rue du Parc-Royal 55 rue de Turenne                                            | 48° 51′ 31″ nord, 2° 21′ 50″ est | « PA00086120 » | Inscrit               | 1962                          | Hôtel Berruyer (ou Hôtel Canillac) |
| Hôtel de Bonneval                                                      | 14, 16 rue du Parc-Royal                                                         | 48° 51′ 32″ nord, 2° 21′ 45″ est | « PA00086122 » | Inscrit               | 1961                          | Hôtel de Bonneval |
| Hôtel du Cardinal de Richelieu                                         | 21 place des Vosges                                                              | 48° 51′ 23″ nord, 2° 21′ 54″ est | « PA00086123 » | Classé                | 1920 1958                     | Hôtel du Cardinal de Richelieu |
| Hôtel Carnavalet                                                       | 23 rue Madame-de-Sévigné                                                         | 48° 51′ 27″ nord, 2° 21′ 44″ est | « PA00086125 » | Classé Inscrit        | 1846 1984                     | Hôtel Carnavalet |
| Hôtel Cornuel                                                          | 7 rue Charlot                                                                    | 48° 51′ 40″ nord, 2° 21′ 37″ est | « PA00086126 » | Inscrit               | 1980                          | Hôtel Cornuel |
| Hôtel de Croisilles                                                    | 12 rue du Parc-Royal                                                             | 48° 51′ 31″ nord, 2° 21′ 47″ est | « PA00086127 » | Inscrit               | 1961                          | Hôtel de Croisilles |
| Hôtel de Bondeville                                                    | 4 rue des Haudriettes                                                            | 48° 51′ 41″ nord, 2° 21′ 27″ est | « PA00086121 » | Inscrit               | 1961                          | Hôtel de Bondeville |
| Hôtel Delisle-Mansart                                                  | 22 rue Saint-Gilles                                                              | 48° 51′ 29″ nord, 2° 21′ 57″ est | « PA00086128 » | Inscrit               | 1925                          | Hôtel Delisle-Mansart |
| Petit hôtel d'Estrées                                                  | 70 rue des Gravilliers                                                           | 48° 51′ 52″ nord, 2° 21′ 17″ est | « PA00086132 » | Inscrit               | 1982                          | Petit hôtel d'Estrées |
| Hôtel de Donon                                                         | 9 rue Payenne 8 rue Elzévir                                                      | 48° 51′ 30″ nord, 2° 21′ 44″ est | « PA00086129 » | Classé                | 1984                          | Hôtel de Donon |
| Hôtel de l'Escalopier                                                  | 25 place des Vosges                                                              | 48° 51′ 23″ nord, 2° 21′ 57″ est | « PA00086130 » | Classé                | 1956                          | Hôtel de l'Escalopier |
| Hôtel d'Espinoy et pavillon de la Reine                                | 28 place des Vosges                                                              | 48° 51′ 23″ nord, 2° 21′ 58″ est | « PA00086131 » | Classé                | 1984                          | Hôtel d'Espinoy et pavillon de la Reine |
| Hôtel Gégault de Crisenoy                                              | 16 rue des Quatre-Fils                                                           | 48° 51′ 39″ nord, 2° 21′ 34″ est | « PA00086133 » | Inscrit               | 1928                          | Hôtel Gégault de Crisenoy |
| Hôtel de Gourgues                                                      | 52, 54 rue de Turenne                                                            | 48° 51′ 31″ nord, 2° 21′ 53″ est | « PA00086134 » | Inscrit               | 1926                          | Hôtel de Gourgues |
| Hôtel du Grand Veneur                                                  | 60 rue de Turenne                                                                | 48° 51′ 33″ nord, 2° 21′ 53″ est | « PA00086224 » | Inscrit               | 1925                          | Hôtel du Grand Veneur |
| Hôtel de Guénégaud                                                     | 60 rue des Archives 24, 26, 28, 30 rue des Quatre-Fils                           | 48° 51′ 41″ nord, 2° 21′ 31″ est | « PA00086135 » | Classé                | 1962                          | Hôtel de Guénégaud |
| Hôtel d'Hallwyll                                                       | 28 rue Michel-le-Comte 17 rue de Montmorency                                     | 48° 51′ 45″ nord, 2° 21′ 18″ est | « PA00086136 » | Classé                | 1976                          | Hôtel d'Hallwyll |
| Hôtel Hérouet                                                          | 54 rue Vieille-du-Temple 42 rue des Francs-Bourgeois                             | 48° 51′ 31″ nord, 2° 21′ 33″ est | « PA00086138 » | Classé                | 1908                          | Hôtel Hérouet |
| Hôtel d'Hozier                                                         | 110 rue Vieille-du-Temple 9 rue Debelleyme                                       | 48° 51′ 40″ nord, 2° 21′ 47″ est | « PA00086137 » | Inscrit               | 1987                          | Hôtel d'Hozier |
| Hôtel Jean Bart ou Hôtel Passart                                       | 4 rue Chapon                                                                     | 48° 51′ 48″ nord, 2° 21′ 26″ est | « PA00086139 » | Inscrit               | 1984                          | Hôtel Jean Bart ou Hôtel Passart |
| Hôtel Le Ferron                                                        | 20 rue des Quatre-Fils 9 ruelle Sourdis                                          | 48° 51′ 40″ nord, 2° 21′ 32″ est | « PA00086140 » | Inscrit               | 1961                          | Hôtel Le Ferron |
| Hôtel Le Lièvre de la Grange                                           | 4, 6 rue de Braque                                                               | 48° 51′ 39″ nord, 2° 21′ 25″ est | « PA00086141 » | Inscrit               | 1953                          | Hôtel Le Lièvre de la Grange |
| Hôtel Le Peletier de Saint-Fargeau                                     | 29 rue Madame-de-Sévigné 14 rue Payenne                                          | 48° 51′ 29″ nord, 2° 21′ 48″ est | « PA00086143 » | Inscrit Classé        | 1925 1984                     | Hôtel Le Peletier de Saint-Fargeau |
| Hôtel Le Pelletier de Souzy                                            | 76 rue des Archives 19, 21 rue Pastourelle                                       | 48° 51′ 45″ nord, 2° 21′ 35″ est | « PA00086144 » | Inscrit               | 1982                          | Hôtel Le Pelletier de Souzy |
| Hôtel Lemarié d'Aubigny                                                | 15 rue Barbette                                                                  | 48° 51′ 33″ nord, 2° 21′ 36″ est | « PA00086142 » | Inscrit               | 1961                          | Hôtel Lemarié d'Aubigny |
| Hôtel Libéral Bruant                                                   | 1 rue de la Perle 1 place de Thorigny                                            | 48° 51′ 33″ nord, 2° 21′ 43″ est | « PA00086145 » | Classé                | 1964                          | Hôtel Libéral Bruant |
| Hôtel du Lude                                                          | 13 rue Payenne                                                                   | 48° 51′ 31″ nord, 2° 21′ 45″ est | « PA00086146 » | Inscrit               | 1961                          | Hôtel du Lude |
| Hôtel de Marle                                                         | 11 rue Payenne 10 rue Elzévir                                                    | 48° 51′ 30″ nord, 2° 21′ 45″ est | « PA00086147 » | Inscrit               | 1961                          | Hôtel de Marle |
| Hôtel Mégret de Sérilly                                                | 106 rue Vieille-du-Temple                                                        | 48° 51′ 39″ nord, 2° 21′ 46″ est | « PA00086148 » | Inscrit               | 1961                          | Hôtel Mégret de Sérilly |
| Hôtel de Michel Simon                                                  | 70 rue des Archives                                                              | 48° 51′ 43″ nord, 2° 21′ 33″ est | « PA00086149 » | Inscrit               | 1964                          | Hôtel de Michel Simon |
| Hôtel de Montmor                                                       | 79 rue du Temple                                                                 | 48° 51′ 41″ nord, 2° 21′ 22″ est | « PA00086150 » | Inscrit               | 1925                          | Hôtel de Montmor |
| Hôtel de Montmorency                                                   | 5 rue de Montmorency                                                             | 48° 51′ 45″ nord, 2° 21′ 24″ est | « PA00086151 » | Inscrit               | 1925                          | Hôtel de Montmorency |
| Hôtel Mortier de Sandreville                                           | 26 rue des Francs-Bourgeois                                                      | 48° 51′ 28″ nord, 2° 21′ 38″ est | « PA00086152 » | Classé                | 1981                          | Hôtel Mortier de Sandreville |
| Hôtel de Percy                                                         | 6, 8, 10 rue de Thorigny 14, 16 rue du Parc-Royal                                | 48° 51′ 35″ nord, 2° 21′ 46″ est | « PA00086153 » | Classé Inscrit        | 1964 1983                     | Hôtel de Percy |
| Hôtel de Pologne                                                       | 65 rue de Turenne                                                                | 48° 51′ 33″ nord, 2° 21′ 52″ est | « PA00086154 » | Inscrit               | 1975                          | Hôtel de Pologne |
| Hôtel de Saint-Aignan                                                  | 71 à 75 rue du Temple                                                            | 48° 51′ 40″ nord, 2° 21′ 20″ est | « PA00086156 » | Classé                | 1988                          | Hôtel de Saint-Aignan |
| Hôtel Thirioux d'Arconville                                            | 22 rue des Quatre-Fils                                                           | 48° 51′ 39″ nord, 2° 21′ 32″ est | « PA00086158 » | Inscrit               | 1961                          | Hôtel Thirioux d'Arconville |
| Hôtel de Tresmes                                                       | 26 place des Vosges                                                              | 48° 51′ 22″ nord, 2° 21′ 59″ est | « PA00086159 » | Classé                | 1956                          | Hôtel de Tresmes |
| Hôtel de Vic                                                           | 77 rue du Temple                                                                 | 48° 51′ 40″ nord, 2° 21′ 21″ est | « PA00086160 » | Inscrit               | 1974                          | Hôtel de Vic |
| Hôtel de Vigny                                                         | 10 rue du Parc-Royal                                                             | 48° 51′ 31″ nord, 2° 21′ 47″ est | « PA00086161 » | Inscrit               | 1928 1962                     | Hôtel de Vigny |
| Hôtel de Vitry (ancien)                                                | 14, 14bis rue des Minimes                                                        | 48° 51′ 26″ nord, 2° 21′ 56″ est | « PA00086162 » | Inscrit               | 1961                          | Hôtel de Vitry (ancien) |
| Hôtel de Vitry                                                         | 24 place des Vosges                                                              | 48° 51′ 22″ nord, 2° 22′ 00″ est | « PA00086163 » | Classé                | 1920 1956                     | Hôtel de Vitry |
| Hôtel de Vouvray                                                       | 6 rue du Parc-Royal                                                              | 48° 51′ 31″ nord, 2° 21′ 49″ est | « PA00086164 » | Inscrit               | 1961                          | Hôtel de Vouvray |
| Immeuble                                                               | 7 rue Bailly                                                                     | 48° 51′ 54″ nord, 2° 21′ 23″ est | « PA00086166 » | Inscrit               | 1928                          | Image manquante Téléverser |
| Immeuble                                                               | 7 rue des Gravilliers                                                            | 48° 51′ 49″ nord, 2° 21′ 27″ est | « PA00086167 » | Inscrit               | 1961                          | Immeuble |
| Immeuble                                                               | 15 rue Michel-le-Comte                                                           | 48° 51′ 44″ nord, 2° 21′ 21″ est | « PA00086168 » | Inscrit               | 1961                          | Immeuble |
| Immeuble                                                               | 65 rue Quincampoix 64 rue Rambuteau                                              | 48° 51′ 43″ nord, 2° 21′ 03″ est | « PA00086171 » | Inscrit               | 1974                          | Immeuble |
| Immeuble                                                               | 66 rue Quincampoix 62 rue Rambuteau                                              | 48° 51′ 43″ nord, 2° 21′ 04″ est | « PA00086172 » | Inscrit               | 1974                          | Immeuble |
| Immeuble                                                               | 67 rue Quincampoix                                                               | 48° 51′ 43″ nord, 2° 21′ 03″ est | « PA00086173 » | Inscrit               | 1974                          | Immeuble |
| Immeuble                                                               | 68 rue Quincampoix                                                               | 48° 51′ 43″ nord, 2° 21′ 04″ est | « PA00086174 » | Inscrit               | 1974                          | Immeuble |
| Immeuble                                                               | 69 rue Quincampoix                                                               | 48° 51′ 43″ nord, 2° 21′ 03″ est | « PA00086175 » | Inscrit               | 1974                          | Immeuble |
| Immeuble                                                               | 70 rue Quincampoix                                                               | 48° 51′ 43″ nord, 2° 21′ 04″ est | « PA00086176 » | Inscrit               | 1974                          | Immeuble |
| Immeuble                                                               | 71 rue Quincampoix                                                               | 48° 51′ 43″ nord, 2° 21′ 03″ est | « PA00086177 » | Inscrit               | 1974                          | Immeuble |
| Immeuble                                                               | 72 rue Quincampoix                                                               | 48° 51′ 43″ nord, 2° 21′ 04″ est | « PA00086178 » | Inscrit               | 1974                          | Immeuble |
| Immeuble                                                               | 73 rue Quincampoix                                                               | 48° 51′ 44″ nord, 2° 21′ 04″ est | « PA00086179 » | Inscrit               | 1974                          | Immeuble |
| Immeuble                                                               | 75 rue Quincampoix                                                               | 48° 51′ 44″ nord, 2° 21′ 04″ est | « PA00086180 » | Inscrit               | 1974                          | Immeuble |
| Immeuble                                                               | 77 rue Quincampoix                                                               | 48° 51′ 44″ nord, 2° 21′ 04″ est | « PA00086181 » | Inscrit               | 1974                          | Immeuble |
| Immeuble                                                               | 78 rue Quincampoix                                                               | 48° 51′ 44″ nord, 2° 21′ 04″ est | « PA00086182 » | Inscrit               | 1974                          | Immeuble |
| Immeuble                                                               | 79 rue Quincampoix                                                               | 48° 51′ 44″ nord, 2° 21′ 04″ est | « PA00086183 » | Inscrit               | 1974                          | Immeuble |
| Immeuble                                                               | 83 rue Quincampoix                                                               | 48° 51′ 45″ nord, 2° 21′ 04″ est | « PA00086184 » | Inscrit               | 1974                          | Immeuble |
| Immeuble                                                               | 84 rue Quincampoix                                                               | 48° 51′ 45″ nord, 2° 21′ 05″ est | « PA00086185 » | Inscrit               | 1974                          | Immeuble |
| Immeuble                                                               | 88 rue Quincampoix                                                               | 48° 51′ 46″ nord, 2° 21′ 05″ est | « PA00086186 » | Inscrit               | 1974                          | Immeuble |
| Immeuble                                                               | 91 rue Quincampoix                                                               | 48° 51′ 45″ nord, 2° 21′ 04″ est | « PA00086187 » | Inscrit               | 1974                          | Immeuble |
| Immeuble                                                               | 99 rue Quincampoix                                                               | 48° 51′ 46″ nord, 2° 21′ 05″ est | « PA00086188 » | Inscrit               | 1974                          | Immeuble |
| Immeuble                                                               | 105 rue Quincampoix                                                              | 48° 51′ 46″ nord, 2° 21′ 05″ est | « PA00086189 » | Inscrit               | 1974                          | Immeuble |
| Immeuble                                                               | 107 rue Quincampoix                                                              | 48° 51′ 47″ nord, 2° 21′ 05″ est | « PA00086190 » | Inscrit               | 1974                          | Immeuble |
| Immeuble                                                               | 109 rue Quincampoix                                                              | 48° 51′ 47″ nord, 2° 21′ 05″ est | « PA00086191 » | Inscrit               | 1974                          | Immeuble |
| Immeuble                                                               | 111 rue Quincampoix 19 rue aux Ours                                              | 48° 51′ 47″ nord, 2° 21′ 05″ est | « PA00086192 » | Inscrit               | 1974                          | Immeuble |
| Immeuble                                                               | 17 rue Saint-Gilles                                                              | 48° 51′ 29″ nord, 2° 21′ 54″ est | « PA00086193 » | Inscrit               | 1963                          | Immeuble |
| Immeuble                                                               | 145 rue Saint-Martin rue Rambuteau                                               | 48° 51′ 42″ nord, 2° 21′ 06″ est | « PA00086194 » | Inscrit               | 1974                          | Immeuble |
| Immeuble                                                               | 147 rue Saint-Martin                                                             | 48° 51′ 43″ nord, 2° 21′ 06″ est | « PA00086195 » | Inscrit               | 1974 1984                     | Immeuble |
| Immeuble                                                               | 149 rue Saint-Martin                                                             | 48° 51′ 43″ nord, 2° 21′ 06″ est | « PA00086196 » | Inscrit               | 1974                          | Immeuble |
| Immeuble                                                               | 151 rue Saint-Martin                                                             | 48° 51′ 43″ nord, 2° 21′ 06″ est | « PA00086197 » | Inscrit               | 1974                          | Immeuble |
| Immeuble                                                               | 155 rue Saint-Martin                                                             | 48° 51′ 44″ nord, 2° 21′ 06″ est | « PA00086198 » | Inscrit               | 1974                          | Immeuble |
| Immeuble                                                               | 160 rue Saint-Martin                                                             | 48° 51′ 43″ nord, 2° 21′ 07″ est | « PA00086199 » | Inscrit               | 1974                          | Immeuble |
| Immeuble                                                               | 163 rue Saint-Martin                                                             | 48° 51′ 45″ nord, 2° 21′ 07″ est | « PA00086200 » | Inscrit               | 1974                          | Immeuble |
| Immeuble                                                               | 165 rue Saint-Martin                                                             | 48° 51′ 45″ nord, 2° 21′ 07″ est | « PA00086201 » | Inscrit               | 1974                          | Immeuble |
| Immeuble                                                               | 167 rue Saint-Martin                                                             | 48° 51′ 45″ nord, 2° 21′ 07″ est | « PA00086202 » | Inscrit               | 1974                          | Immeuble |
| Immeuble                                                               | 169 rue Saint-Martin                                                             | 48° 51′ 45″ nord, 2° 21′ 07″ est | « PA00086203 » | Inscrit               | 1974                          | Immeuble |
| Immeubles                                                              | 175, 177 rue Saint-Martin                                                        | 48° 51′ 46″ nord, 2° 21′ 08″ est | « PA00086204 » | Inscrit               | 1974                          | Immeubles |
| Immeuble                                                               | 179 rue Saint-Martin                                                             | 48° 51′ 46″ nord, 2° 21′ 08″ est | « PA00086205 » | Inscrit               | 1974                          | Immeuble |
| Immeuble                                                               | 181 rue Saint-Martin                                                             | 48° 51′ 46″ nord, 2° 21′ 08″ est | « PA00086206 » | Inscrit               | 1974                          | Immeuble |
| Immeuble                                                               | 183 rue Saint-Martin                                                             | 48° 51′ 46″ nord, 2° 21′ 08″ est | « PA00086207 » | Inscrit               | 1974                          | Immeuble |
| Immeuble                                                               | 185 rue Saint-Martin                                                             | 48° 51′ 46″ nord, 2° 21′ 08″ est | « PA00086208 » | Inscrit               | 1974                          | Immeuble |
| Immeuble                                                               | 187 rue Saint-Martin 1 rue aux Ours                                              | 48° 51′ 47″ nord, 2° 21′ 08″ est | « PA00086209 » | Inscrit               | 1974                          | Immeuble |
| Immeuble                                                               | 50 rue des Tournelles 37 boulevard Beaumarchais                                  | 48° 51′ 22″ nord, 2° 22′ 03″ est | « PA00086210 » | Inscrit               | 1961                          | Immeuble |
| Immeuble                                                               | 58 rue de Turenne 24 rue Villehardouin                                           | 48° 51′ 32″ nord, 2° 21′ 53″ est | « PA00086211 » | Inscrit               | 1928                          | Immeuble |
| Immeuble                                                               | 3 rue Volta                                                                      | 48° 51′ 53″ nord, 2° 21′ 24″ est | « PA00086212 » | Inscrit               | 1959                          | Immeuble |
| Immeuble                                                               | 37 rue Volta                                                                     | 48° 51′ 59″ nord, 2° 21′ 28″ est | « PA75030002 » | Inscrit               | 2000                          | Immeuble |
| Maison                                                                 | 72 rue des Archives                                                              | 48° 51′ 44″ nord, 2° 21′ 34″ est | « PA00086214 » | Inscrit               | 1928                          | Maison |
| Maison                                                                 | 11 rue Barbette                                                                  | 48° 51′ 32″ nord, 2° 21′ 37″ est | « PA00086215 » | Inscrit               | 1925                          | Maison |
| Maison                                                                 | 113 boulevard Beaumarchais 1 rue du Pont-aux-Choux                               | 48° 51′ 39″ nord, 2° 22′ 01″ est | « PA00086216 » | Inscrit               | 1925                          | Maison |
| Maison                                                                 | 8 rue de Braque                                                                  | 48° 51′ 40″ nord, 2° 21′ 24″ est | « PA00086217 » | Inscrit               | 1925                          | Maison |
| Maison                                                                 | 62 rue Charlot                                                                   | 48° 51′ 50″ nord, 2° 21′ 49″ est | « PA00086218 » | Inscrit               | 1926                          | Maison |
| Maison, dite "Maison Claustrier"                                       | 56 rue des Francs-Bourgeois                                                      | 48° 51′ 34″ nord, 2° 21′ 28″ est | « PA00086219 » | Inscrit               | 1928                          | Maison, dite "Maison Claustrier"Contrairement à ce qu'indique la notice de la base Mérimée, cet immeuble est propriété de l'État. Il est affecté au Service interministériel des Archives de France |
| Maison                                                                 | 42 rue Meslay                                                                    | 48° 52′ 06″ nord, 2° 21′ 28″ est | « PA00086220 » | Inscrit               | 1925                          | Maison |
| Maison                                                                 | 49 rue Meslay                                                                    | 48° 52′ 05″ nord, 2° 21′ 28″ est | « PA00086221 » | Inscrit               | 1925                          | Maison |
| Maison                                                                 | 12 rue des Minimes                                                               | 48° 51′ 26″ nord, 2° 21′ 57″ est | « PA00086222 » | Inscrit               | 1925                          | Maison |
| Maison                                                                 | 8 rue de Saintonge                                                               | 48° 51′ 40″ nord, 2° 21′ 43″ est | « PA00086223 » | Inscrit               | 1926                          | Maison |
| Maison                                                                 | 11 rue de Saintonge                                                              | 48° 51′ 41″ nord, 2° 21′ 42″ est | « PA75030004 » | Inscrit               | 2017                          | Image manquante Téléverser |
| Maison                                                                 | 76 rue de Turenne                                                                | 48° 51′ 38″ nord, 2° 21′ 53″ est | « PA00086225 » | Inscrit               | 1928                          | Maison |
| Maison                                                                 | 137 rue Vieille-du-Temple 1 rue de Bretagne                                      | 48° 51′ 43″ nord, 2° 21′ 51″ est | « PA00086226 » | Inscrit               | 1928                          | Maison |
| Maison de Nicolas Flamel                                               | 51 rue de Montmorency                                                            | 48° 51′ 49″ nord, 2° 21′ 11″ est | « PA00086213 » | Classé                | 1911                          | Maison de Nicolas Flamel |
| Monument à la République                                               | Place de la République                                                           | 48° 52′ 03″ nord, 2° 21′ 50″ est | « PA75030005 » | Inscrit               | 2021                          | Monument à la République |
| Marché des Enfants-Rouges                                              | 35, 37 rue Charlot rue de Bretagne 16 rue de Beauce rue des Oiseaux              | 48° 51′ 46″ nord, 2° 21′ 43″ est | « PA00086227 » | Inscrit               | 1982                          | Marché des Enfants-Rouges |
| Marché du Temple (ou carreau du Temple)                                | Rue de Picardie 4 rue Eugène Spuller rue Perrée rue Dupetit-Thouars              | 48° 51′ 52″ nord, 2° 21′ 45″ est | « PA00086228 » | Inscrit               | 1982                          | Marché du Temple (ou carreau du Temple) |
| Musée des arts et métiers (ancien prieuré Saint-Martin-des-Champs)     | 270, 278, 292 rue Saint-Martin 31 à 55 rue du Vertbois rue Vaucanson rue Réaumur | 48° 51′ 58″ nord, 2° 21′ 19″ est | « PA00086100 » | Classé                | 1993                          | Musée des arts et métiers (ancien prieuré Saint-Martin-des-Champs) |
| Passage Molière                                                        | 82 rue Quincampoix 157, 159, 161 rue Saint-Martin                                | 48° 51′ 44″ nord, 2° 21′ 06″ est | « PA00086230 » | Inscrit               | 1974                          | Passage Molière |
| Passage Vendôme                                                        | 1, 5 place de la République 16, 18 rue Béranger                                  | 48° 51′ 58″ nord, 2° 21′ 51″ est | « PA00086231 » | Inscrit               | 1987                          | Passage Vendôme |
| Pâtisserie                                                             | 180 rue du Temple                                                                | 48° 52′ 01″ nord, 2° 21′ 47″ est | « PA00086232 » | Inscrit               | 1984                          | Pâtisserie |
| Pavillon (Hôtel de Sauroy)                                             | 58 rue Charlot 9 rue de Normandie                                                | 48° 51′ 48″ nord, 2° 21′ 49″ est | « PA00086233 » | Inscrit               | 1984                          | Pavillon (Hôtel de Sauroy) |
| Synagogue Nazareth                                                     | 8 rue du Vertbois 15 rue Notre-Dame-de-Nazareth                                  | 48° 52′ 01″ nord, 2° 21′ 36″ est | « PA00086234 » | classé                | 2019                          | Synagogue Nazareth |
| Temple de l'Humanité                                                   | 5 rue Payenne                                                                    | 48° 51′ 29″ nord, 2° 21′ 43″ est | « PA00086235 » | Inscrit               | 1982                          | Temple de l'Humanité |
| Théâtre Déjazet                                                        | 41 boulevard du Temple                                                           | 48° 51′ 58″ nord, 2° 21′ 52″ est | « PA00086238 » | Inscrit               | 1990                          | Théâtre Déjazet |
| Théâtre Directoire                                                     | 117 rue Vieille-du-Temple 6 rue de Saintonge                                     | 48° 51′ 40″ nord, 2° 21′ 43″ est | « PA00086236 » | Inscrit               | 1972                          | Théâtre Directoire |
| Théâtre de la Gaîté                                                    | 3bis rue Papin                                                                   | 48° 52′ 00″ nord, 2° 21′ 12″ est | « PA00086237 » | Inscrit               | 1984                          | Théâtre de la Gaîté |